# 紀元前434年
紀元前434年（きげんぜん434ねん）は、ローマ暦の年である。
当時は、「ユッルスとトリコストゥスが共和政ローマ執政官に就任した2年目の年」、ないしは、「カピトリヌスとプラエテクスタトゥスが共和政ローマ執政官に就任した年」、あるいは、「コッスス、プラエテクスタトゥス、カピトリヌスが執政武官に就任した年」として知られていた（もしくは、それほど使われてはいないが、ローマ建国紀元320年）。紀年法として西暦（キリスト紀元）がヨーロッパで広く普及した中世時代初期以降、この年は紀元前434年と表記されるのが一般的となった。

## 他の紀年法
- 干支 : 丁未
- 日本
  - 皇紀227年
  - 孝昭天皇42年
- 中国
  - 周 - 考王7年
  - 秦 - 躁公9年
  - 晋 - 哀公18年
  - 楚 - 恵王55年
  - 斉 - 宣公22年
  - 燕 - 閔公5年
  - 趙 - 襄子42年
  - 魏 - 文侯12年
- 朝鮮
  - 檀紀1900年
- ベトナム :
- 仏滅紀元 : 111年
- ユダヤ暦 : 3327年 - 3328年

## できごと

### 共和政ローマ
- 独裁官マメルクス・アエミリウス・マメルキヌスがケンソルの任期を5年から1年半に短縮する法を成立させた。

### ギリシア
- ペリクレスが主導していたアテナイは、メガラがデーメーテールの聖域を犯したとして、経済制裁としての禁輸措置などを課す一連の方策を打ち出した（メガラ布令 (Megarian decree)）。この布令の定めによれば、メガラの商人はアテナイや、その支配域の諸港の市場から排除されることになっていた。この禁令はメガラの経済を窒息させる一方、アテナイが、メガラの同盟者でもあるスパルタとの間に辛うじて成立させていた和平を、危うくするものであった。
- マケドニア王ペルディッカス2世の弟ピリッポスが、アテナイやエリミア王デルダス (King Derdas of Elimea) の支援を受けて、王座に挑んだ。これに対してペルディッカスは、ポティダイア (Ποτίδαια、Potidaea) などアテナイに従って朝貢していた諸都市に、アテナイへの反乱を促した。
- アナクサゴラスが、アテナイの宗教上の教義に反対した咎で、ペリクレスの政敵たちに捕らえられた。ペリクレスはアナクサゴラスの解放を求める演説を行なって、解放を実現した。しかし、それでもアナクサゴラスはアテナイからの退去を強いられ、イオニアのラムプサコス（Λάμψακος、Lampsacus）へ引退した。

### 数学
- 投獄されている間、アナクサゴラスは定規とコンパスを使って、円積問題（円の正方形化）に取り組んでいた。